# 糧船灣特別地區
糧船灣特別地區，是一個位於香港新界東部糧船灣一帶的特別地區，劃定於2011年1月1日。糧船灣特別地區佔地3.9公頃，包括破邊洲及飯甑洲等島嶼，屬於香港聯合國教科文組織世界地質公園西貢火山岩園區中的「糧船灣景區」。